# Comunidad de comunas del Liamone
La Comunidad de comunas del Liamone (Communauté des communes du Liamone en francés), es una estructura intercomunal francesa situada en el departamento francés de Córcega del Sur de la región de Córcega.

## Historia
Fue creada el 30 de julio de 2012 con el nombre del Communauté de comunes des Dui-Sorru Cruzzini-Cinarca al unirse las trece comunas del antiguo cantón de Cruzini-Cinarca y las once comunas del antiguo cantón de Deux-Serre, y que actualmente forman parte del nuevo cantón de Sevi-Sorru-Cinarca.
El 2 de febrero de 2015, cambió a la actual denominación.

## Nombre
Debe su nombre a que la comunidad se halla en la región de Liamone, que es atravesada por el río del mismo nombre.

## Composición
La Comunidad de comunas reagrupa 24 comunas:
| Comuna               | Código INSEE | Región             | Población (2012) | Superficie (km²) | Densidad (hab./km²) |
| -------------------- | ------------ | ------------------ | ---------------- | ---------------- | ------------------- |
| Ambiegna             | 2A014        | Sevi-Sorru-Cinarca | 67               | 6.12             | 11                  |
| Arbori               | 2A019        | Sevi-Sorru-Cinarca | 59               | 20.03            | 3                   |
| Arro                 | 2A022        | Sevi-Sorru-Cinarca | 85               | 8.84             | 10                  |
| Azzana               | 2A027        | Sevi-Sorru-Cinarca | 40               | 12               | 4                   |
| Balogna              | 2A028        | Sevi-Sorru-Cinarca | 132              | 27.75            | 5                   |
| Calcatoggio          | 2A048        | Sevi-Sorru-Cinarca | 538              | 22.65            | 24                  |
| Cannelle             | 2A060        | Sevi-Sorru-Cinarca | 53               | 3.41             | 16                  |
| Casaglione           | 2A070        | Sevi-Sorru-Cinarca | 376              | 14.73            | 26                  |
| Coggia               | 2A090        | Sevi-Sorru-Cinarca | 851              | 31.33            | 27                  |
| Guagno               | 2A131        | Sevi-Sorru-Cinarca | 149              | 42.72            | 3                   |
| Letia                | 2A141        | Sevi-Sorru-Cinarca | 111              | 36.44            | 3                   |
| Lopigna              | 2A144        | Sevi-Sorru-Cinarca | 99               | 19.53            | 5                   |
| Murzo                | 2A174        | Sevi-Sorru-Cinarca | 81               | 21.44            | 4                   |
| Orto                 | 2A196        | Sevi-Sorru-Cinarca | 59               | 16.21            | 4                   |
| Pastricciola         | 2A204        | Sevi-Sorru-Cinarca | 97               | 46.32            | 2                   |
| Poggiolo             | 2A240        | Sevi-Sorru-Cinarca | 102              | 12.15            | 8                   |
| Renno                | 2A258        | Sevi-Sorru-Cinarca | 60               | 12.62            | 5                   |
| Rezza                | 2A259        | Sevi-Sorru-Cinarca | 55               | 13.46            | 4                   |
| Rosazia              | 2A262        | Sevi-Sorru-Cinarca | 56               | 19.72            | 3                   |
| Salice               | 2A263        | Sevi-Sorru-Cinarca | 77               | 21.89            | 4                   |
| Sant'Andréa-d'Orcino | 2A295        | Sevi-Sorru-Cinarca | 77               | 8.75             | 9                   |
| Sari-d'Orcino        | 2A270        | Sevi-Sorru-Cinarca | 325              | 22.09            | 15                  |
| Soccia               | 2A282        | Sevi-Sorru-Cinarca | 159              | 28.27            | 6                   |
| Vico                 | 2A348        | Sevi-Sorru-Cinarca | 868              | 52.3             | 17                  |

## Competencias
La comunidad es un organismo público de cooperación intercomunal.
Sus recursos provienen del impuesto sobre los rendimientos del trabajo único, del sistema de contribuciones que se aplica a los residuos y asignaciones y subvenciones de diversos socios.
Sus competencias en general se centran en el desarrollo económico, medio ambiental, de empleo y los servicios comunitarios a los habitantes:
- Ordenación del Territorio
  - Plan de Coherencia Territorial (SCOT, en francés).
  - Plan Sectorial.
- Desarrollo y organización económica
  - Acción de desarrollo económico de las actividades industriales, comerciales o de empleo, (apoyo de las actividades agrícolas y forestales...).
  - Creación, organización, mantenimiento y gestión de zonas de actividades industriales, comerciales, terciario, artesanal o turístico.
- Desarrollo y organización social y cultural
  - Actividades culturales y socioculturales.
  - Actividades deportivas.
  - Construcción y/u organización, mantenimiento, gestión de equipamientos o establecimientos culturales, socioculturales, socioeducativos, deportivos…, etc.
  - Transporte escolar.
- Medio ambiente
  - Saneamiento no colectivo.
  - Recogida y tratamiento de los residuos urbanos y asimilados.
  - Protección y valorización del Medio Ambiente.
- Vivienda y hábitat
  - Programa local del hábitat.
- Servicio de vías públicas
  - Creación, organización y mantenimiento del servicio de vías públicas.
- Otros
  - Adquisición comunal de material.
  - Informática, Talleres vecinales.